# Johann Georg Christian Lehmann
Johann Georg Christian Lehmann fue un naturalista y botánico alemán ( 25 de febrero de 1792, Haselau bei Uetersen - 12 de febrero de 1860, Hamburgo).
Fue el fundador del Jardín Botánico de Hamburgo y el director en su primera época, contribuyendo a hacerlo uno de los más importantes de Alemania.

## Obra
- Generis Nicotianarum historia (1818)
- Plantae e familia asperifoliarum nuciferae (F. Dümmler, Berlin, deux volumes, 1818)
- Monographia generis Potentillarum (Hoffmann et Campe, Hambourg, 1820)
- Semina in Horto Botanico Hamburgensi, Hamburg 1822–1840.
- Icones et descriptiones novarum et minus cognitarum stirpium (Perthes et Besser, Hamburgo, 1821)
- Novarum et minus cognitarum stirpium (J. A. Meissneri, Hamburgo, 1828)
- Ansichten und Baurisse der neuen Gebäude für Hamburgs öffentliche Bildungsanstalten (J. A. Meissner, Hamburgo, 1840)
- Johann Georg Christian Lehmann; Ludwig Preiss. Plantae Preissianae sive enumeratio plantarum : quas in Australasia Occidentali et meridionali-occidentali annis 1838-1841 collegit Ludovicus Preiss, partim ab aliis partim a se ipso determinas descriptas illustratas edidit Christianus Lehmann. 1844—1847
- Delectus Seminum quae in Horto Hamburgensium Botanico e Collectioni Anni 1830–1840, Hamburg 1849–1852
- Plantae Preissianae, Hamburg 1844–1847
- Index Seminum in Horto Botanico Hamburgensi A. 1851 Collectorum, Hamburg 1851–1855
- Revisio potentillarum iconibus illustrata (E. Weberum, Bonn & Brastislava, 1856)

- La abreviatura «Lehm.» se emplea para indicar a Johann Georg Christian Lehmann como autoridad en la descripción y clasificación científica de los vegetales.[1]